# Sphaerodoridium japonicum
Sphaerodoridium japonicum är en ringmaskart som beskrevs av Ozolinsh 1987. Sphaerodoridium japonicum ingår i släktet Sphaerodoridium och familjen Sphaerodoridae. Inga underarter finns listade i Catalogue of Life.